# Allmän handling
Allmän handling är ett juridiskt begrepp i svensk rätt som avser handlingar hos myndigheter och vissa offentligt styrda organ, vilka enligt tryckfrihetsförordningen omfattas av offentlighetsprincipen. En handling är allmän om den har inkommit till eller upprättats hos en myndighet och är att anse som förvarad där. Allmänna handlingar kan vara i olika format, såsom pappersdokument, ljudinspelningar eller digitala filer. En allmän handling blir offentlig om den inte omfattas av sekretess enligt offentlighets- och sekretesslagen (OSL). Rätten att ta del av allmänna handlingar är en grundläggande del av det svenska rättssystemet och syftar till att säkerställa insyn i offentlig verksamhet.
En allmän handling blir offentlig allmän handling om den inte skyddas av sekretess enligt offentlighets- och sekretesslagen (OSL, 2009:400). Ett dokument som innehåller sekretessbelagda uppgifter behöver inte bli sekretessbelagt i sin helhet utan anses offentlig om de sekretessbelagda uppgifterna redigeras bort ("maskas").
Allmänna handlingar kan lämnas ut i kopia mot avgift eller i original för avgiftsfri läsning och/eller avskrivning på stället där handlingen förvaras. I 2 kap. 12 § tryckfrihetsförordningen anges att "Myndighet är icke skyldig att tillhandahålla handling på stället, om betydande hinder möter."
Handlingar som expedierats anses som upprättade, och en handling som lämnar myndigheten anses expedierad.
Detta gäller även utkast som avses i 2 kap 9 § andra st tryckfrihetsförordningen och som sänts över till annan myndighet för synpunkter och som har omhändertagits för arkivering enligt Regeringsrättens avgörande i mål 4656-98.
Allmänna handlingar som omfattas av sekretess ska registreras utan dröjsmål. Vissa handlingar med sekretess behöver dock inte registreras om det framkommer av förordning. Övriga handlingar måste hållas ordnade (OSL 5 kap 1 §).
Beträffande handling som registrerats ska av registret framgå
1. datum, då handlingen kom in eller upprättades,
2. diarienummer eller annan beteckning som har åsatts handlingen,
3. i förekommande fall från vem handlingen har kommit in eller till vem den har expedierats,
4. i korthet vad handlingen rör.

(OSL 5 kap 2 §) 
Om det kan antas att en uppgift i en allmän handling inte får lämnas ut på grund av en bestämmelse om sekretess, får myndigheten markera detta genom att en särskild anteckning (sekretessmarkering) görs på handlingen eller, om handlingen är elektronisk, införs i handlingen eller i det datasystem där den elektroniska handlingen hanteras. Anteckningen ska ange
1. tillämplig sekretessbestämmelse,
2. datum då anteckningen gjordes, och
3. den myndighet som har gjort anteckningen.

(OSL 5 kap 5 §) 
Myndighet skall på begäran av enskild lämna uppgift ur allmän handling, som förvaras hos myndigheten om hinder inte möter på grund av bestämmelse om sekretess eller av hänsyn till arbetets behöriga gång.
Bestämmelser om tillhandahållande av allmän handling finns i 2 kap 12 § tryckfrihetsförordningen, som föreskriver att allmän handling som får lämnas ut ska på begäran genast eller så snart det är möjligt på stället utan avgift tillhandahållas den, som önskar taga del därav, så att handlingen kan läsas, avlyssnas eller på annat sätt uppfattas. Handling får även skrivas av, avbildas eller tagas i anspråk för ljudöverföring.
Begäran att få taga del av allmän handling göres hos myndighet som förvarar handlingen. Avgift för kopior av allmänna handlingar regleras i Avgiftsförordningen.
Regeringsrätten har i dom 2007-10-05 (Målnummer 5791-06)
konstaterat att det av 2 kap 14 § Tryckfrihetsförordningen inte kan utläsas någon skyldighet för den enskilde att, i de fall en myndighet har lokaler på flera ställen, vända sig till det ställe där handlingen förvaras med sin begäran. "Kriminalvården hade alltså inte rätt att avslå sökandens begäran på den grunden att han lämnat in sin begäran till huvudkontoret." En annan sak är att det av 2 kap. 12 § inte följer någon skyldighet för en myndighet att tillhandahålla en handling på annat ställe än det där myndigheten förvarar den.
Myndighet får inte på grund av att någon begär att få ta del av allmän handling efterforska vem personen är eller vilket syfte som denna har med sin begäran i större utsträckning än som behövs för att myndigheten skall kunna pröva om hinder föreligger mot att handlingen lämnas ut.
Regeringsrätten har i dom 1998-06-17 (Målnummer 7357-97) ansett att den så kallade scientologibibeln skulle anses vara en offentlig handling oavsett upphovsrätten och därför skulle tillhandahållas enligt 2 kap. TF. Lagstiftaren har således löst en eventuell konflikt mellan offentlighetsprincipen och upphovsrätten på så sätt att offentlighetsprincipen ges företräde.
Ett avslagsbeslut gällande begäran att få ut allmän handling, som fattats av en myndighet som lyder under regeringen, överklagas till kammarrätt.
Arkivering regleras i enlighet med arkivlagen.